# Rubaiyat
Rubaiyat (persa: رباعیات عمر خیام) és el títol que el poeta i traductor britànic Edward Fitzgerald donà a una col·lecció de poemes d'Omar Khayyam (1048-1131). La traducció de rubaiyat és ‘quartetes’. Altres poetes, com Fernando Pessoa o Yeghishe Charents, escrigueren els seus rubaiyat seguint la tradició de Khayyam.

## Estructura
Els dos primers versos d'un ruba'i (singular de rubaiyat) rimen junts amb el darrer, mentre que el tercer és un vers lliure. Segons Sadik Hidayat els rubaiyat es componen de dos apariats (beit), i formen quatre versos. Per a l'orientalista francés James Darmesteter, aquesta forma és «la més poderosa d'aquest tipus de poesia quan la compon un autèntic poeta».

## Temes
Segons Xabier Correa Corredoira, els rubaiyat tenen un repertori temàtic molt variat, i en destaquen el gaudi del vi, l'amor i el sexe, la crítica a les institucions (especialment les religioses), el nihilisme, la reivindicació del lliurepensament i de l'agnosticisme, fins i tot de l'ateisme, la mort i la saviesa.

## Traduccions al català
- Khayyâm, Omar. Esteve Serra (trad.). Rubaiyat.  José J. de Olañeta, Editor, 1997. ISBN 978-84-7651-676-8.
- Khayyam, Omar. Ramon Vives Pastor (trad.), Pau Sarredell (ed.). Rubaiat.  Res Publica, 2001. ISBN 84-89810-37-0.
- Khayyãm, Umar. Família Creus Brunat (ed.). Quartetes rubã'ïyyat.  Centro de Estudios Internacionales de Biología y Antropología, 2004. ISBN 84-933643-0-4.
- Khayyam, Omar. Àlex Queraltó Bartrés (trad.). Quartetes d'Omar Khayyam.  Adesiara Editorial, 2010. ISBN 978-84-92405-26-8.